# Brodszky Erzsébet
Brodszky Erzsébet (Budapest, 1907. március 31. – Budapest, 1983. március 7.) műfordító.

## Pályája
Apja Brodszky Dezső (1875–1940) ügyvéd, a Kúria ügyvédi tanácsának tagja, Pest vármegye tiszteletbeli ügyésze, anyja Baráth Mária (1888–1954). A magyar poliglott műfordítók egyike volt, első munkája 1947-ben jelent meg Az orosz irodalom kincsesháza című, Trócsányi Zoltán szerkesztette antológiában. Főleg költői prózát és verseket fordított a francia, orosz, ukrán, mordvin, lett, török, perzsa irodalomból. Külön kötetein kívül számos gyűjteményben, elbeszélés- és versantológiában közölték műveit. 
A nyelveket játszva tanulta, hobbiként, magáért a nyelvek szeretetéért. Az oroszt, amely a második világháború után végül elindította a fordítói pályán, már hatodik nyelvként sajátította el. 1942-ben, a sztálingrádi csata után ugyanis férje, Szappanyos Géza tanácsára kezdett el oroszul tanulni, s mire az orosz csapatok 1944-ben bevonultak Budapestre, ő már folyékonyan beszélte a nyelvüket. Nyelvtudásának és bölcsességének köszönhette, hogy az ostrom alatt tolmácsként sokszor simított el konfliktust az orosz katonák és a magyar lakosság között. Fordítói pályája akkor indult, amikor a háború után az Európa Kiadó rátalált, s ezzel egy sok évtizedes együttműködés vette kezdetét. Ukránul egy fordítás kedvéért tanult meg igen rövid idő alatt, később a lett nyelvvel is megismerkedett. A legbüszkébb arra volt, hogy Alisir Nevai teljes szerelmi költeményét, az 5782 párversből álló Ferhád és Sirint, az üzbégek nemzeti eposzát lefordította oroszból. A monumentális mű ó-üzbég (csagatáj) nyelven íródott a 15. században, s hogy a fordítás minél tökéletesebb legyen, Brodszky Erzsébet rendszeresen konzultált Bodrogligeti András turkológussal.  

## Fontosabb fordításai
- Colette: Zsendülő vetés, Európa, 1958
- Sólem Áléchem: Tóbiás, a tejesember, Európa, 1958
- Mihail Zsesztyev: Aranygyűrű, Európa, 1960
- Konsztantyin Szimonov: Élők és holtak, Európa, 1961
- Konsztantyin Fegyin: Máglya, Európa, 1963
- Nâzım Hikmet: Romantika, Európa, 1964
- Alekszandr Grin: Bíborvörös vitorlák, Magyar Helikon, 1966
- Sólem Áléchem: A kisemberek városa, Európa, 1967
- Colette: Gigi, Európa, 1969
- Sólem Áléchem: Énekek éneke, Magyar Helikon, 1971
- Colette: Édenek és börtönök, Gondolat, 1971
- Konsztantyin Mihajlovics Szimonov: Az utolsó nyár, Európa, 1973
- Gérard de Nerval: Sylvie, Magyar Helikon, 1974
- Olesz Honcsar: Emberek és fegyverek, Európa, 1974
- Sólem Áléchem: A Motl gyerek, Európa, 1975
- Simone Schwarz-Bart: Eső veri, szél fújja Csoda-Télumée-t, Európa, 1976
- Jurij Trifonov: Türelmetlenség, Kossuth, 1976
- Werner Schmidli: Az árnyak háza, Móra, 1978
- Szavva Dangulov: Döntő hónapok, Kossuth, 1981
- Alisir Nevai: Ferhád és Sirin, Magyar Helikon, 1974